# أدولف يموان
أدولف يموان (بالفرنسية: Adolphe Lemoine) (و. 1812 – 1880 م) هو ممثل، وكاتِب، وكاتب مسرحي، من فرنسا، توفي عن عمر يناهز 68 عاماً.